# Cry Macho - Ritorno a casa
Cry Macho - Ritorno a casa (Cry Macho) è un film del 2021 diretto ed interpretato da Clint Eastwood.
Il film è l'adattamento cinematografico dell'omonimo romanzo del 1975 scritto da N. Richard Nash, autore della sceneggiatura insieme a Nick Schenk.

## Trama
Nel 1979 l'ex star del rodeo Mike Milo si è ritirato a causa di un grave infortunio alla schiena. L'anno seguente, il suo ex capo Howard Polk lo ingaggia per andare dal Texas a Città del Messico e riportare a casa il proprio figlio tredicenne, Rafo. L'uomo accetta e, una volta entrato in Messico, incontra la madre del ragazzo, Leta, che gli dice che Rafo si è dato a una vita criminale, partecipando a combattimenti tra galli con un gallo di nome Macho. Poco dopo Mike trova Rafo, che partecipa a un combattimento di galli interrotto da un raid della polizia. Dopo la partenza della polizia, Mike dice a Rafo che suo padre vuole vederlo. Incuriosito, Rafo accetta di tornare con Mike in Texas e parte per fare i bagagli.
Una Leta ubriaca dice a Mike che vuole che suo figlio rimanga in Messico e lo minaccia. Dopo che Mike se ne va, Leta ordina a diversi suoi scagnozzi di seguirlo. Tornando in Texas da solo, Mike scopre che Rafo si è intrufolato nella sua auto. Quando Rafo gli ruba il portafoglio e condivide con lui il suo desiderio di passare del tempo con suo padre, Mike accetta di accompagnarlo al confine. Durante il tragitto i due si confidano diverse storie sulle loro vite, compreso il modo in cui gli scagnozzi di Leta maltrattavano Rafo, e discutono sul significato di essere "macho".
Durante una sosta in un ristorante Mike chiama Howard e gli dice di aver trovato Rafo. Fuori dal ristorante, uno degli scagnozzi di Leta, Aurelio, cerca di rapire Rafo con la forza, venendo affrontato da Mike; Rafo dice alla gente del posto che l'uomo sta cercando di rapirlo e questi picchiano Aurelio. Dopo che Mike e Rafo se ne vanno, la loro auto viene rubata da due ladri, ma fortunatamente i due rinvengono presto un'auto abbandonata da usare. I due, ricercati dalla polizia, si rifugiano in un ristorante, la cui proprietaria, Marta, accetta di farli restare per la notte. Il giorno seguente Mike vede come Rafo è diventato amico di Marta.
I due continuano il loro viaggio, e Mike confida a Rafo di aver perso la moglie e i figli in un incidente stradale. Mike e Rafo notano poi che l'auto che hanno trovato ha una perdita e sono costretti ad abbandonarla. Dopo essersi imbattuti in un ranch, Mike insegna a Rafo come andare a cavallo e dimostra il suo amore per gli animali. I due tornano al caffè di Marta e iniziano a passare del tempo con la sua famiglia, passando poi anche del tempo al ranch, dove si prendono cura di alcuni animali e perfezionano le conoscenze di Rafo in materia di cavalli. Durante una telefonata con Mike, Howard esprime la sua preoccupazione per il fatto che Mike è ormai in Messico da due settimane, dove si è trattenuto più del previsto, aggiungendo anche che vuole vedere Rafo in modo da convincere Leta a dargli i soldi derivanti da un affare comune.
Mike e Rafo dicono addio a Marta e iniziano il loro ultimo viaggio verso il confine. Con un nuovo veicolo, i due si fermano dopo aver notato una pattuglia che li segue, e Mike racconta a Rafo quanto Howard gli ha detto al telefono. Un Rafo arrabbiato cerca di andarsene, ma la polizia li trova e perquisisce il loro veicolo. Quando non trovano nulla, i poliziotti se ne vanno e la coppia continua il suo viaggio. Mentre guidano, Mike dice a Rafo che essere "macho" è sopravvalutato e lo incoraggia a prendere le proprie decisioni nella vita. Rafo dice che vuole ancora stare con suo padre. A quel punto Aurelio li trova, li manda fuori strada e li tiene sotto tiro, ma Macho gli salta addosso e Mike gli ruba la pistola. I due poi usano la macchina di Aurelio per arrivare al confine. Come ultimo saluto, Rafo dà Macho a Mike prima di riunirsi con suo padre. Mike rimane sul lato messicano del confine e torna da Marta.

## Produzione

### Tentativi di adattamento
Ad inizio anni settanta, N. Richard Nash scrisse una sceneggiatura intitolata Macho, ma la 20th Century Fox la rifiutò due volte; Nash allora trasformò la sceneggiatura in un romanzo dal titolo Cry Macho, pubblicato l'11 giugno 1975.
Dopo le critiche positive ricevute dal romanzo, Nash insistette per la realizzazione della sua sceneggiatura originaria, inviandola a svariate case di produzione fino alla sua morte, avvenuta nel 2000; nel corso di questi anni, molti attori sono stati vicini al ruolo da protagonista, tra cui Roy Scheider, Burt Lancaster, Pierce Brosnan, Arnold Schwarzenegger e lo stesso Eastwood.
Nel 1988 Clint Eastwood rinunciò al film per interpretare nuovamente l'ispettore Callaghan in Scommessa con la morte. Nel 1991 la produzione del film, con protagonista Roy Scheider, iniziò in Messico ma non fu mai completata.
Nel 2003 Arnold Schwarzenegger annunciò che Cry Macho sarebbe stato il primo film realizzato al termine del suo mandato come governatore della California nel 2011, con Brad Furman alla regia e le riprese fissate nel Nuovo Messico; il progetto fu annullato a causa di uno scandalo che colpì Schwarzenegger, che portò anche al divorzio dall'allora moglie Maria Shriver.
Nell'ottobre 2020 viene annunciato che Clint Eastwood sarà regista, protagonista e produttore del film per la Warner Bros., sulla sceneggiatura di Nash e Nick Schenk, già collaboratore di Eastwood in Gran Torino (2008) e Il corriere - The Mule (2018).

### Riprese
Le riprese del film sono iniziate il 4 novembre 2020 ad Albuquerque per poi spostarsi nella contea di Socorro dal 16 al 30 novembre; la produzione si è spostata successivamente a Belen, dove si è conclusa il 15 dicembre 2020.

## Promozione
Il primo trailer del film è stato diffuso il 6 agosto 2021 insieme al primo poster.

## Distribuzione
La pellicola è stata distribuita nelle sale cinematografiche statunitensi a partire dal 17 settembre 2021 ed in contemporanea su HBO Max per i primi trentuno giorni, mentre nelle sale cinematografiche italiane dal 2 dicembre dello stesso anno.

### Divieti
Negli Stati Uniti il film è stato vietato ai minori di 13 anni non accompagnati per la presenza di linguaggio e tematiche non adatte.

## Accoglienza

### Incassi
Il film ha incassato 16481544 $ in tutto il mondo.

### Critica
Sull'aggregatore di recensioni Rotten Tomatoes il film riceve il 58% delle recensioni professionali positive con un voto medio di 5,6 su 10 basato su 172 recensioni, mentre su Metacritic ha un punteggio di 58 su 100 basato su 44 recensioni.